# سیارک ۳۰۹۹۱
سیارک ۳۰۹۹۱ (به انگلیسی: 30991 Minenze، نامگذاری:1995SV53)۳۰۹۹۱مین سیارک کشف شده‌است که در ۲۸ سپتامبر ۱۹۹۵ کشف شد.